# Zhanyi
Zhanyi léase: Chán-Yi (en chino: 沾益区, pinyin:Zhānyì qū) es un distrito suburbano que hace parte de la ciudad-prefectura de Qujing ubicada al noreste de la Provincia Yunnan , República Popular China. La ciudad yace en una meseta a unos 2000 m s. n. m. rodeada por montañas donde nace el Río Perla. Su área es de 2910 km² y su población total para 2010 fue de 431 mil habitantes.

## Administración
El distrito de Zhanyi se divide en 8 pueblos que se administran en 3 poblados y 5 villas :
- Poblado Xiping (西平镇)
- Poblado Baishui (白水镇)
- Poblado Panjiang (盘江镇)
- Villa Yanfang (炎方乡)
- Villa Bole (播乐乡)
- Villa Dapo (大坡乡)
- Villa LIngjiao (菱角乡)
- Villa Deze (德泽乡)

## Historia
En la dinastía Yuan se crea la prefectura Shanyi (霑益州), en 1913 cuando se elimina el tipo de administración prefectura es cambiada a condado Shanyi (霑益县), en 1955 es llamada condado Zhanyi (沾益县), en 1958 se incorpora al condado Qujing (曲靖县), en 1965 la zona es renombrada Zhanyi y en 2016 se nivela a distrito.